# Euphyia ebuleata
Euphyia ebuleata är en fjärilsart som beskrevs av Achille Guenée 1858. Euphyia ebuleata ingår i släktet Euphyia och familjen mätare. Inga underarter finns listade i Catalogue of Life.